# 683
683 (DCLXXXIII, na numeração romana) foi um ano comum do século VII, do Calendário Juliano, da Era de Cristo, teve início a uma quinta-feira e terminou também a uma quinta-feira, e a sua letra dominical foi D.
| Ano completo                        |
| ----------------------------------- |
| Ano comum com início à quinta-feira |

## Nascimentos
- Mommu, 42º imperador do Japão.

## Mortes
- 3 de Julho - Papa Leão II.
- Iázide I, segundo califa omíada de Damasco a partir de 680 (n. 645)